# Optikai sugárzás
Optikai sugárzásnak hívjuk az elektromágneses sugárzás 100 nm és 1 mm közé eső spektrumát. Az infravörös sugárzást, a látható fényt és az ultraibolya sugárzást foglalja magában. Gyűjtőfogalom, amelynek használatát az ebbe a tartományba eső sugárzások keletkezésének hasonló fizikai körülményei, a sugárzás hasonló tulajdonságai, és az érzélelésükre használt eszközök hasonlósága alapozza meg.

## Tartományai
Az optikai sugárzás tartományait a hullámhossz alapján a következőképpen határozhatjuk meg:
- Ultraibolya tartomány
  - UV-C: 100 nm – 280 nm
  - UV-B: 285 nm – 315 nm
  - UV-A: 315 nm – 400 nm
- Látható tartomány 
  - 400 nm – 780 nm
- Infravörös tartomány
  - IR-A: 780 nm – 1400 nm
  - IR-B: 1,4 μm – 3 μm
  - IR-C: 3 μm – 1 mm

## Tulajdonságai
Különbözik az egyéb elektromágneses sugárzásoktól a sugárzás keletkezése és a sugárzás érzékelése tekintetében. A forrása lehet természetes (ez többnyire termikus sugárzás), vagy mesterséges. A mesterséges sugárzások lehetnek széles spektrumúak (termikus jellegűek), lézer esetén monokromatikusak, sőt, koherens sugárzások is.
Rövidebb hullámhosszúságú sugárzások keltése (röntgencső), érzékelése (fotometriai hatásával, sugárzásmérővel)
Nagyobb hullámhosszúságú rádiófrekvenciás sugárzásokat keltése (rezgőkör), érzékelése:
rádióantenna.
Optikai sugárzás keletkezik természetes forrásból (Nap), illetve emberi tevékenységből:
Fém- vagy üveg megmunkálása. Fémöntés, hegesztés.
Műanyagok megmunkálása.
Látvány effekt-megvilágítás.
Anyagvizsgálati módszerek (fluoreszcens festékek)  
Orvosi vizsgálatok és kezelések
Kozmetikai kezelések
Sterilizálás (például a gyógyszeriparban)
Lézerek alkalmazása.
Az optikai sugárzásokat főként az élőlényekre, az emberre, illetve az emberi látásra való hatása tekintetében értékeljük.
| Optikai sugárzások    |                                                                         |                                            |
| hullámhossz tartomány | alkalmazása                                                             | mellékes megjelenése                       |
| UVC                   | sterilizálás, fotolitográfia                                            | ívhegesztés, megvilágítás következménye    |
| UVB                   | szolárium, fototerápia, impulzus-epilálás                               | vetítőlámpák, festékek, ragasztók kezelése |
| UVA                   | roncsolásmentes anyagvizsgálat, bűnügyi nyomkövetés, rovarcsapda        | germicidlámpák, vetítőlámpák               |
| látható               | közlekedési jelzőfények, világítás, rovarcsapda, monitor, TV            | felmelegedés, vakítás, száradás            |
| IRA                   | infravörös behatolásjelzés, bőrgyógyászati kezelés, távközlés, epilálás | felesleges fénysugárzás                    |
| IRB                   | hevítés, szárítás, távközlés                                            | felesleges fénysugárzás, hegesztés         |
| IRC                   | hevítés, szárítás                                                       | felesleges fény- és hősugárzás             |

Hatásában nem különbözik a koherens sugárzás a nem-koherens sugárzástól: 
| Lézer alkalmazások  |                                                                    |
| Csoportosítás       | alkalmazás                                                         |
| Anyagmegmunkálás    | vágás, forrasztás, fúrás, fotolitográfia                           |
| Optikai mérések     | távolság és sebesség mérése, földmérés, nagy sebességű képrögzítés |
| Orvosi alkalmazások | szemészet, sebészet, bőrgyógyászat, érsebészet, fogászat           |
| Távközlés           | optikai kábelek, műholdas kommunikáció                             |
| Optikai tárolók     | CD, DVD, Blu-ray                                                   |
| Spektroszkópia      | anyagvizsgálat                                                     |
| Holográfia          | szórakoztató ipar, információtárolás                               |
| Szórakoztatás       | Lézeres látványosságok, lézermutatók (pointer)                     |

A különféle hullámhosszúságú sugárzások károsak lehetnek az emberre
| Hatása az emberi szervezetre |              |                                                 |                                              |
| Hullámhossz, nm              | tartomány    | hatása a szemre                                 | hatása a bőrre                               |
| 100-280                      | UVC          | vakulás, kötőhártya-gyulladás                   | bőrpirosság (erythema), rák                  |
| 280-315                      | UVB          | vakulás, kötőhártya-gyulladás, szürkehályog     | bőrpirosság (erythema), rák, a bőr öregedése |
| 315-400                      | UBA          | vakulás, kötőhártya-gyulladás, retina károsodás | bőrpirosság (erythema), rák, leégés          |
| 380-780                      | látható fény | retina károsodás, kék fény-jelenség             | leégés, barnulás                             |
| 780-1400                     | IRA          | szürkehályog, retina károsodás                  | leégés, barnulás                             |
| 1400-3000                    | IRB          | szürkehályog, retina beégés                     | leégés, barnulás                             |
| 3000-10^6                    | IRC          | szürkehályog, retina beégés                     | leégés, barnulás                             |